# Pietro Martire Neri

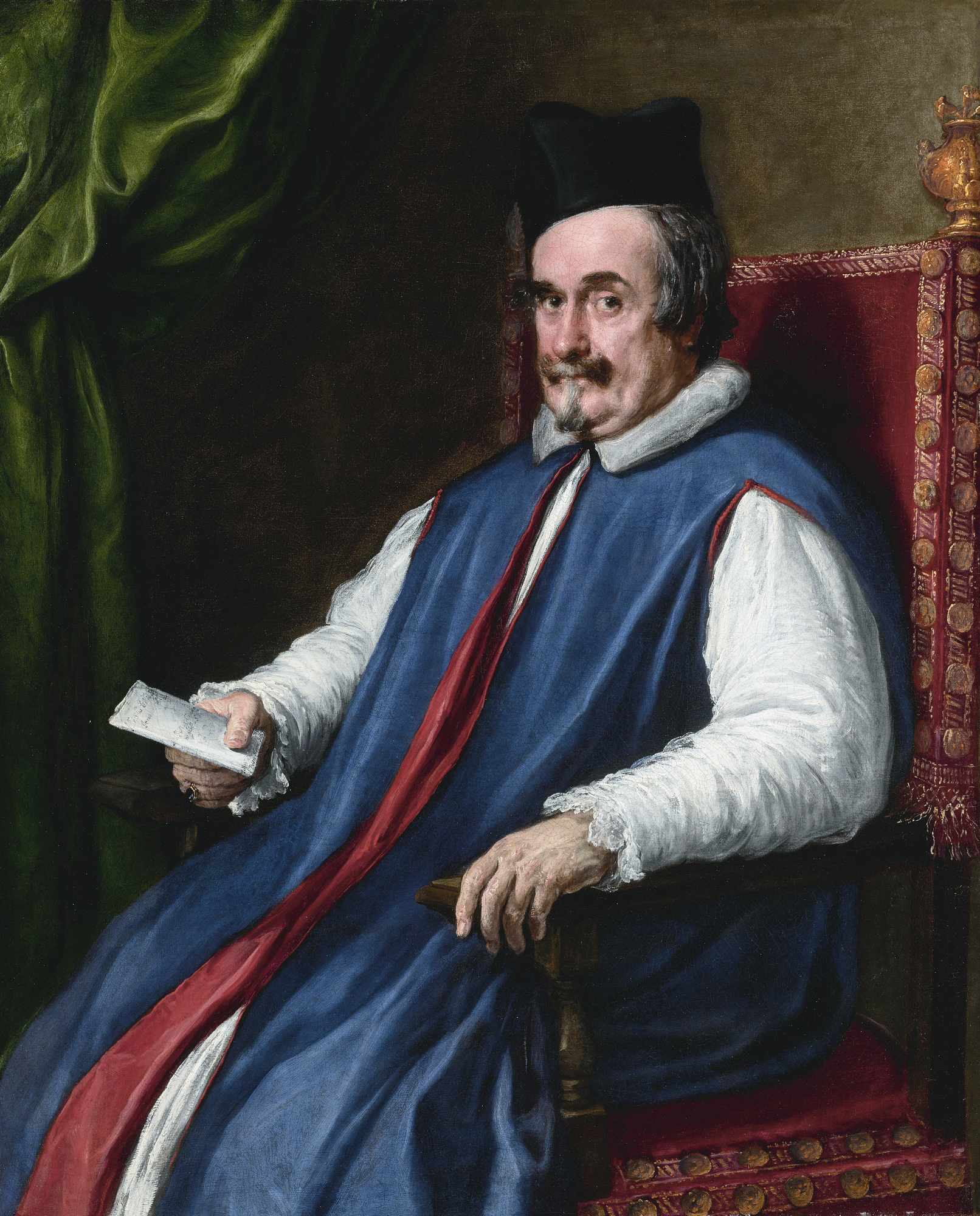
Retrato del cardenal Segni, colección Kisters, Suiza. Firmado sobre el papel: «Alla Santta. di Nro. Sig.re. Innocenzio Xº Mons Maggiordomo ne parti a S.Sta. Per Diego de Silva Velasq. e Pietro Martire Neri». Según Antonio Palomino Velázquez hizo un retrato de Segni, mayordomo del papa, retrato del que no se tienen más noticias pero que para algunos críticos podría ser este, esbozado por Velázquez y concluido por Neri.

Pietro Martire Neri (Cremona, 1591-Roma, 1661) fue un pintor barroco italiano.

## Biografía
Formado inicialmente con el pintor tardomanierista Giovanni Battista Trotti, il Malosso, completó sus estudios en Mantua con Domenico Fetti de quien recibió la doble influencia de Rubens y de los caravaggistas romanos. Especializado en pintura religiosa, en 1641 pintó una Adoración de los Magos para Certosa di Pavia y de 1642 a 1647, entre Mantua y Cremona, varias telas de altar y el retrato de Ancislao Gambara fechado en 1645.
En 1647 se estableció en Roma donde en 1650 fue admitido en la «Congregazione dei Virtuosi» y podría haber colaborado con Velázquez durante el segundo viaje a Italia del sevillano. Del retrato velazqueño del papa Inocencio X se conocen dos copias firmadas por Neri, una de ellas literal y la restante, conservada en El Escorial, con el papa de cuerpo entero acompañado por un clérigo no identificado. El nombre de Neri aparece también unido al de Velázquez en un retrato del cardenal Segni en colección suiza. Aunque firmado conjuntamente en el billete que el cardenal muestra en una mano, la participación en él de Velázquez parece limitada a la concepción general del lienzo, correspondiendo a Neri íntegramente su ejecución.
Miembro de la Academia de San Lucas de Roma, en 1654 fue elegido príncipe de ella.